# Crkva Atlántida
Crkva Krista radnika i Gospe Lurdske (španjolski: Iglesia de Cristo Obrero y Nuestra Señora de Lourdes), također poznata kao i Crkva Atlántida, rimokatolička je župna crkva u Estación Atlántidi u Urugvaju, 45 km od Montevidea. Crkva je posvećena Kristu Radniku i Gospi Lurdskoj i predstavlja poznato arhitektonsko djelo koje je projektirao urugvajski arhitekt Eladio Dieste 1952.-1958. godine. 
Godine 2021. crkva je uvrštena ma UNESCO-ov popis mjesta svjetske baštine u Amerikama pod nazivom „Rad inženjera Eladija Diestea: Crkva Atlántida” jer predstavlja „značajan primjer izvanrednih formalnih i prostornih postignuća moderne arhitekture u Latinskoj Americi tijekom drugog dijela 20. stoljeća, utjelovljujući potragu za društvenom jednakošću uz štedljivo korištenje resursa, ispunjavajući graditeljska načela za postizanje visokog estetskog učinka”.

## Opis
Arhitektonski upečatljivu jednobrodnu građevinu čini jednostavan pravokutnik (16 x 30 m), s bočnim stijenkama koje se uzdižu 7 m u zavojitim krivuljama do maksimalne amplitude lukova. Konstrukcijski, zid se sastoji od dvostruke ploče od opeke sa praznom komorom u sredini, koja je ispunjenom žbukom i čeličnom armaturom promjera 3 mm. Zmijoliki zidovi podupiru valoviti krov, sastavljen od niza armiranih „gausovih svodova” od opeke koje je razvio Eladio Dieste. Riječ je o tankoljusnoj strukturi krova debljine jedne opeke koja svoju čvrstoću dobiva od dvostruke zakrivljenosti lančanog luka koji odolijeva izvijanju.
Iznad ulaza je kor smješten na polukatu. Taj je prostor izvana zatvoren zidom koji čine ploče od tokarene opeke u odnosu na ravninu zida. Ovim suptilnim pokretom ostvaren je dojam zabata koji izgleda kao da dominira glavnim pročeljem i također stvara nijanse prirodnog svjetla, stvarajući kontraste i gradijente iznutra.
Cilindrični zvonik sa stijenama za penjanje iznutra, uzdiže se 15 m od tla, 8 m desno od pročelja glavne crkve. To je kružni toranj promjera oko 3 metra i zidova debljine samo 30 cm.
Podzemna krstionica nalazi s lijeve strane predvorja i dostupna je s trokutastog prizmatičnog ulaza i osvijetljena putem središnjih okulusa.
Materijal koji je korišten je jednostavna izložena opeka, ali predstavlja novitet uporabe opeke u ojačanoj konstrukciji, bez stupova i greda. Žbuka i čelik korišteni su samo kao elementi koji ojačavaju zid od opeke, omogućujući mu strukturnu aktivnost. Matematičkim izračunom ovaj je projekt koristio opeku kao nosivi element zgrade, pokušavajući se odmaknuti od tada aktualnih međunarodnih sustava gradnje. Prema Diesteu, „zdrava arhitektura ne može se proizvesti bez racionalnog i ekonomičnog korištenja materijala u gradnji”. Ova lagana konstrukcija, izrazito jeftina, arhitektonski je objekt velike graditeljske vještine, koja ekspresivne mogućnosti opeke dovodi do njihovog vrhunca.
Unutra se nalazi izrezbareno drveno Raspelo koji je izradio kipar Eduardo Díaz Yepes i oltar sastavljen od bloka grubog zelenog granita.

## Vanjske poveznice
|  | Zajednički poslužitelj ima još gradiva o temi Crkva Atlántida |